# Ralf Bucher (Politiker)
Ralf Bucher (* 8. November 1978) ist ein Schweizer Politiker (Die Mitte, vormals CVP) und Aargauer Grossrat.

## Leben und Karriere
Bucher wuchs auf dem Bucherhof in Mühlau AG auf. Er ist gelernter Landwirt und seit 2002 Geschäftsführer des Bauernverbandes Aargau (BVA). Nebenbei führt er einen Landwirtschaftsbetrieb. Seit 2009 ist er Vizepräsident der CVP Bezirk Muri. 2013 wurde er in den Grossrat des Kantons Aargau gewählt, wo er seither Einsitz in der Kommission für Aufgabenplanung und Finanzen (KAPF) hat. Bei den Wahlen 2016, 2020 und 2024 wurde er im Amt bestätigt. Zudem war er bis 2024 für rund acht Jahre im Stiftungsrat des Forschungsinstituts für biologischen Landbau.
Bucher wohnt in Mühlau, ist verheiratet und Vater einer Tochter (2014).